# Claude Delettre
Claude Delettre est un homme politique français né le 28 juin 1740 à Coeuvres-et-Valsery (Aisne) et décédé le 31 mars 1821 à Attichy (Oise).
Curé de Bernis-Rivière, il est député du clergé aux États généraux de 1789 pour le bailliage de Soissons. Il démissionne dès le 22 octobre 1789.